# Palazzo Adriano

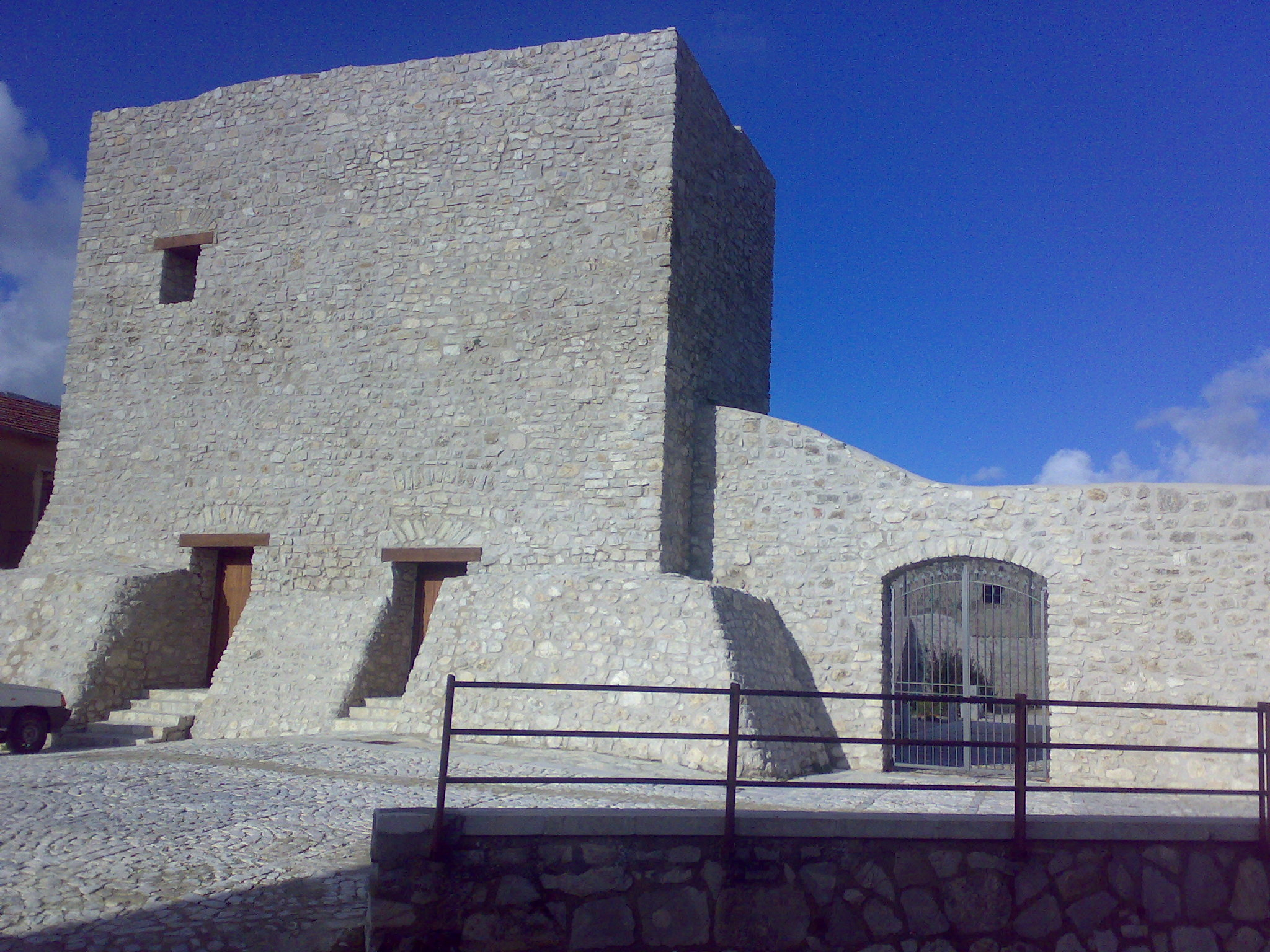
Lâu đài Bourbon.

Palazzo Adriano là một đô thị trong tỉnh Palermo, vùng Sicilia, Ý. Đô thị này có diện tích 129 km2, dân số theo điều tra năm 2009 của Cục thống kê quốc gia Ý là 2331 người.